# ثوم أبيض الحراشف
الثوم أبيض الحراشف (باللاتينية: Allium albotunicatum) نوع نباتي عشبي يتبع جنس الثوم من الفصيلة الثومية.

## الموئل والانتشار
ينتشر في بلاد الشام.